# 猫尾豆
兔尾草为豆科狸尾豆属下一个多年生亞灌木植物，又名貓尾草、九尾草、狗尾草、貓尾豆，廣佈於東亞南部、東南亞、南亞、澳大利亞北部。

## 特徵
兔尾草最特殊的地方在於它的紫色花序，頂生於枝端的總狀花序長約30公分，甚至更長，花朵呈穗狀排列，花序頂端部分會呈彎曲狀，貌似狗尾、貓尾，因而得名。

## 栽培
兔尾草對土壤要求不高，在貧脊的土地也能生長，耐寒也耐熱，但不耐濕，栽培上需注意排水問題。台灣中部大肚山山區和南投山區有大量種植。

## 用途
兔尾草不僅是很好的藥用植物，台灣民間亦常取其根部入菜烹煮成常見的食補佳餚「九尾雞湯」或稱「狗尾雞」，具開脾、健胃等效用。

## 圖片

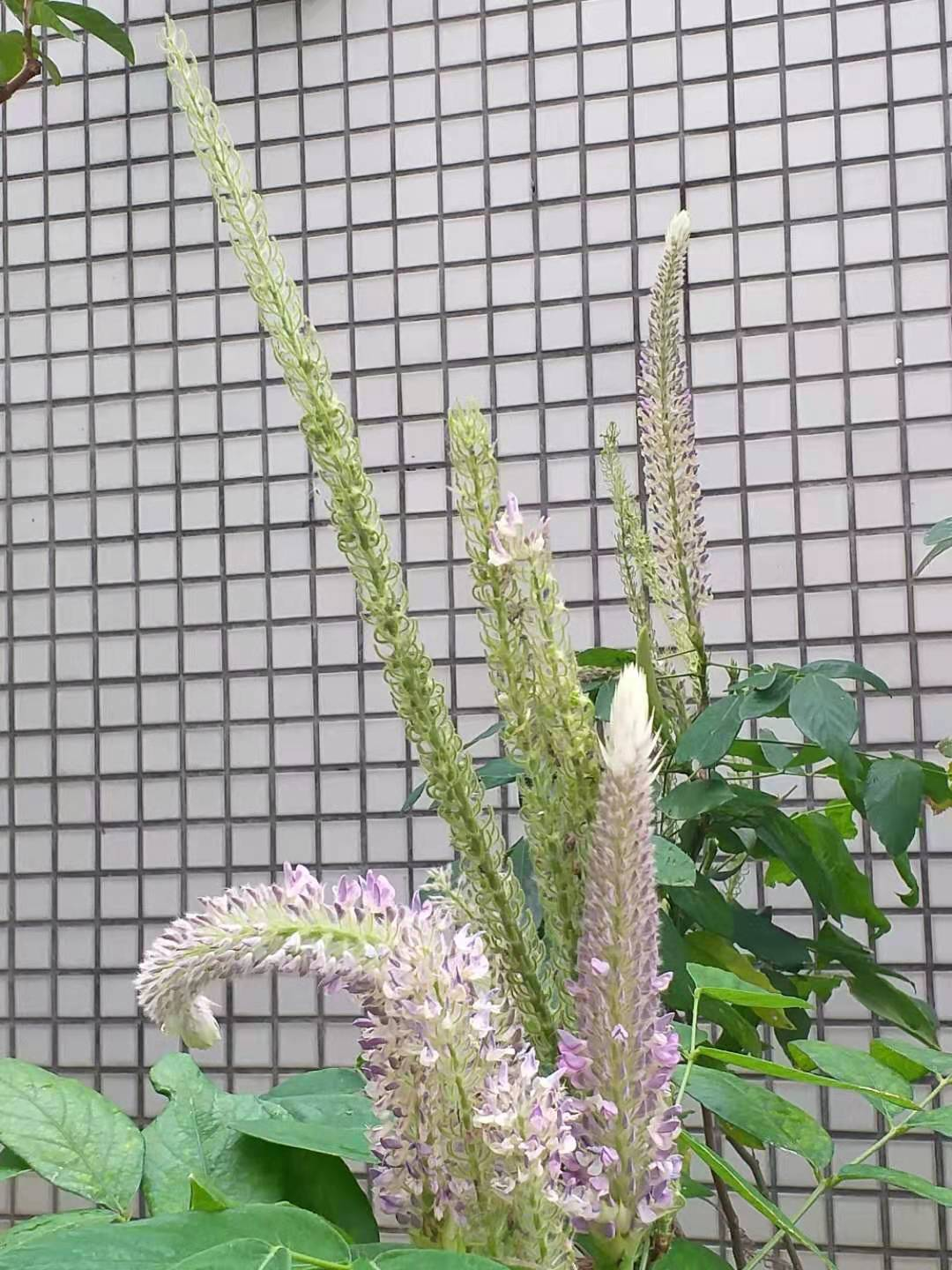
花序
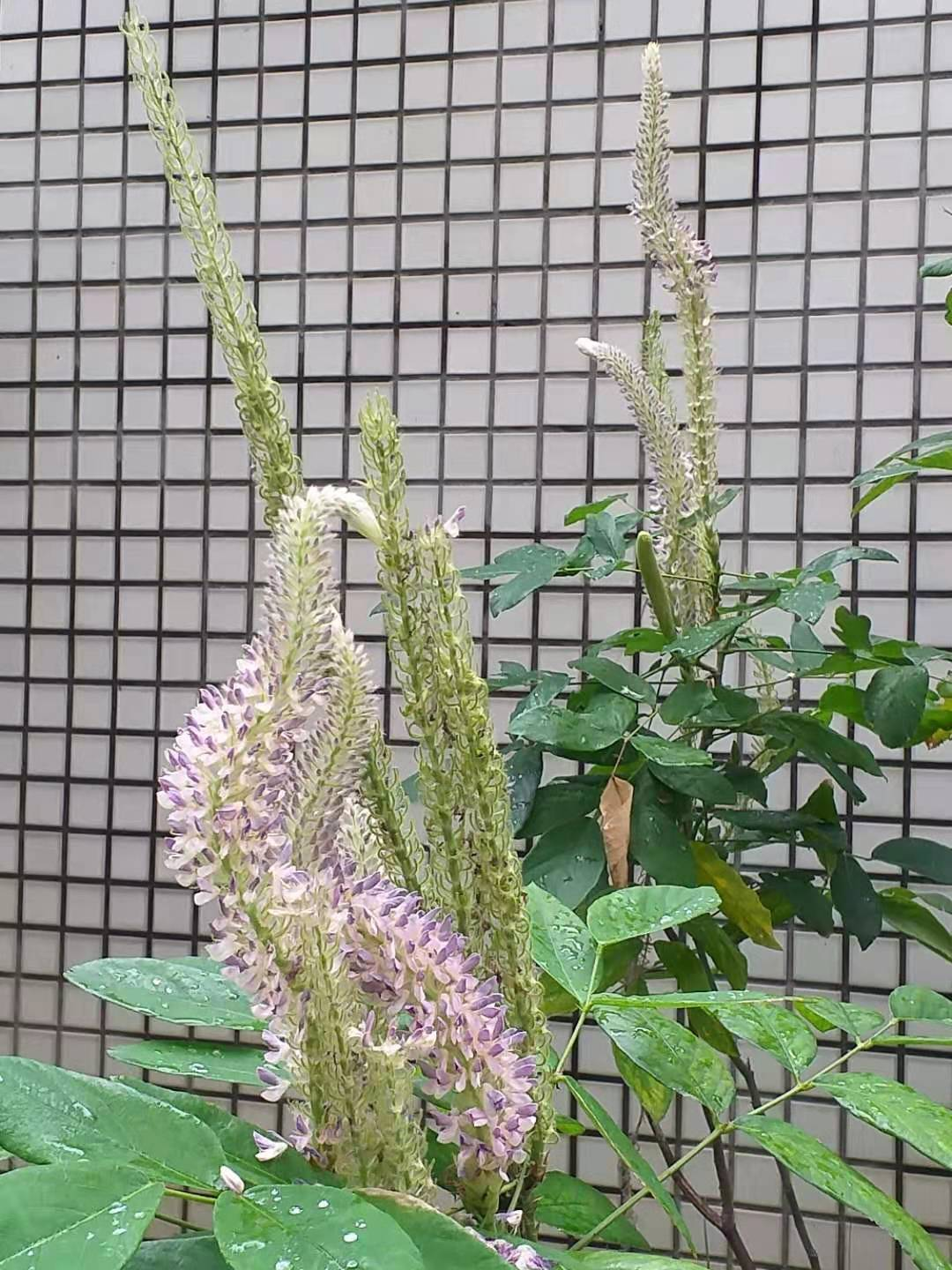
花序
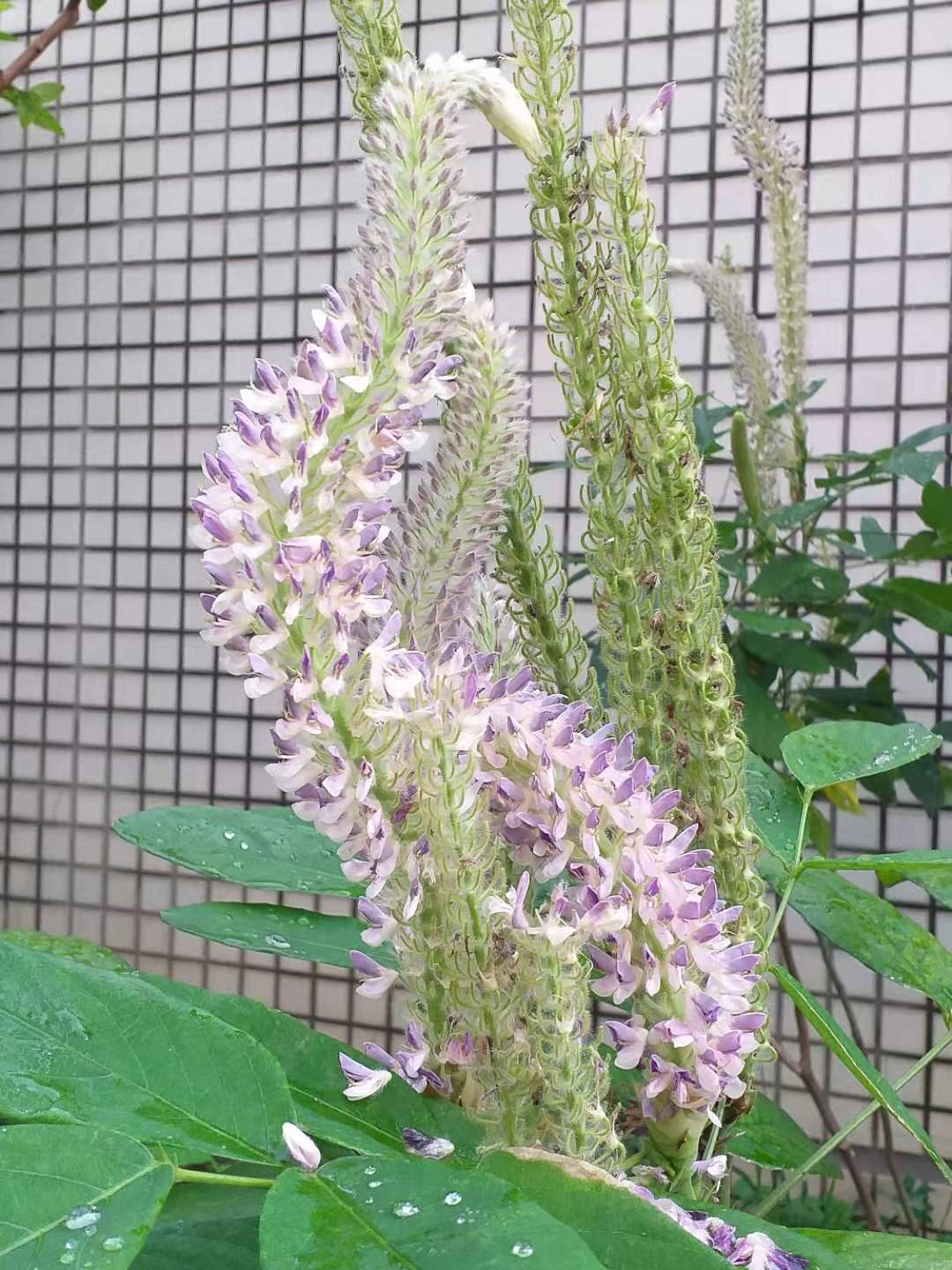
花序
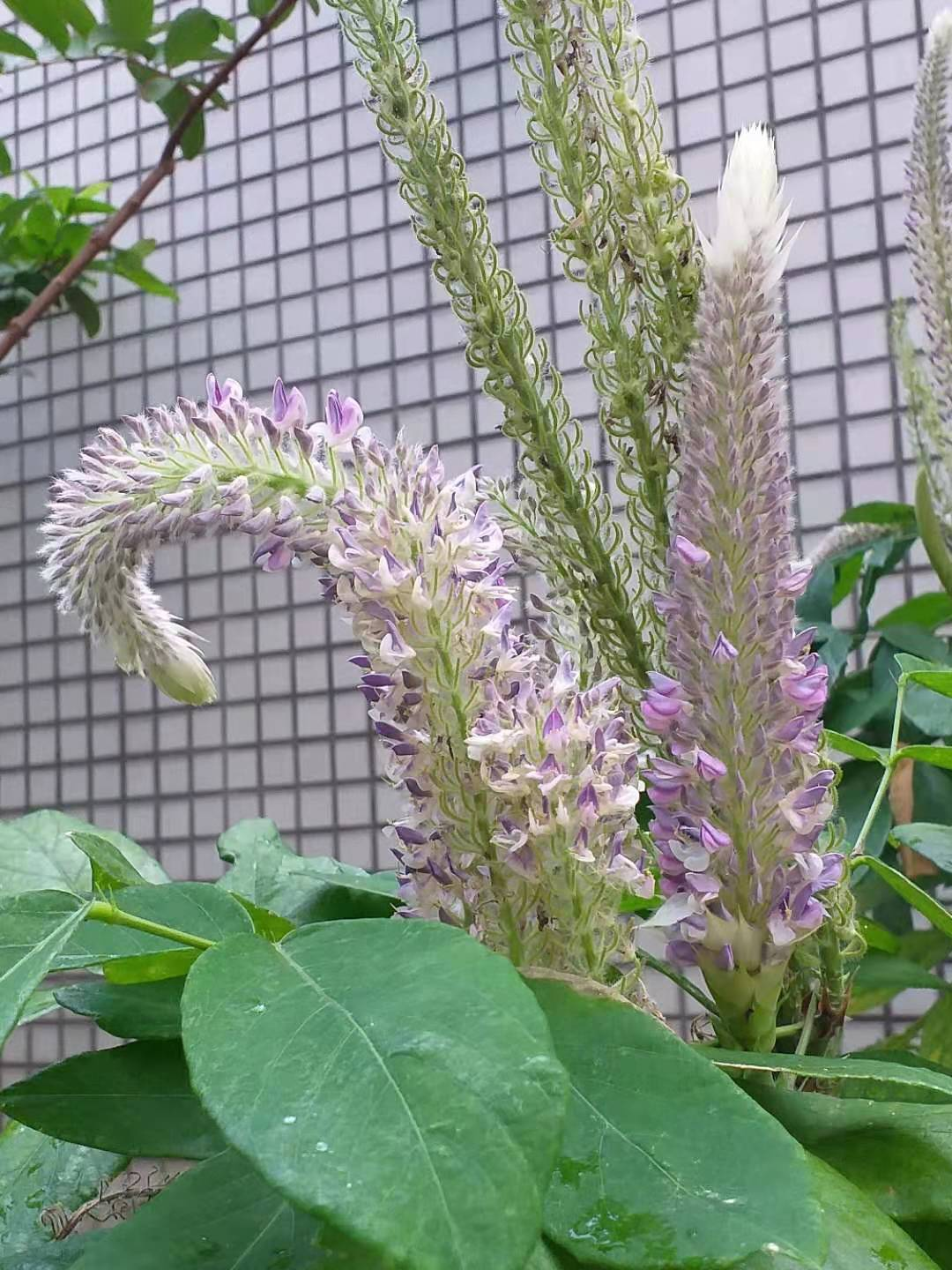
「貓尾巴」
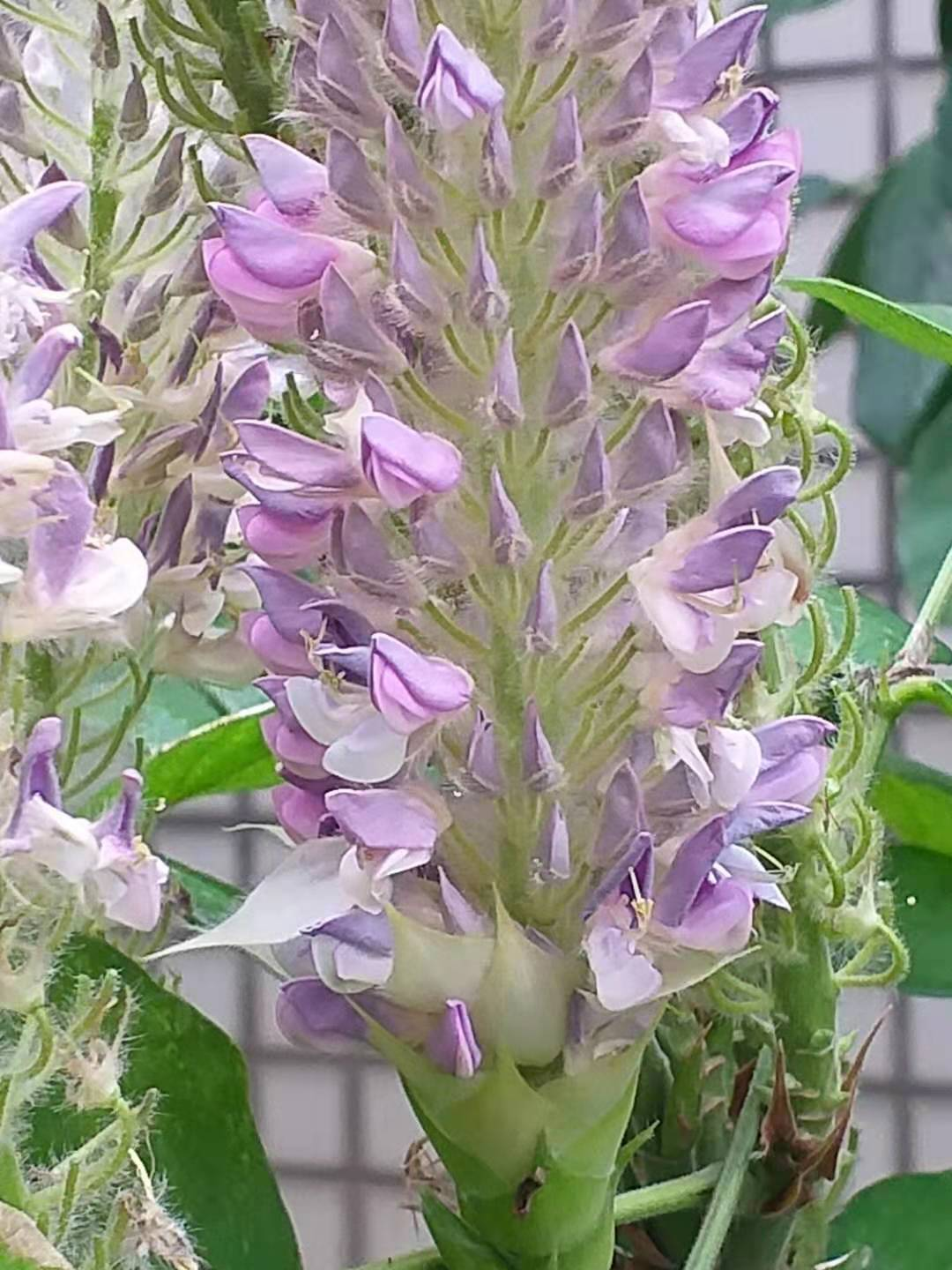
小花結構
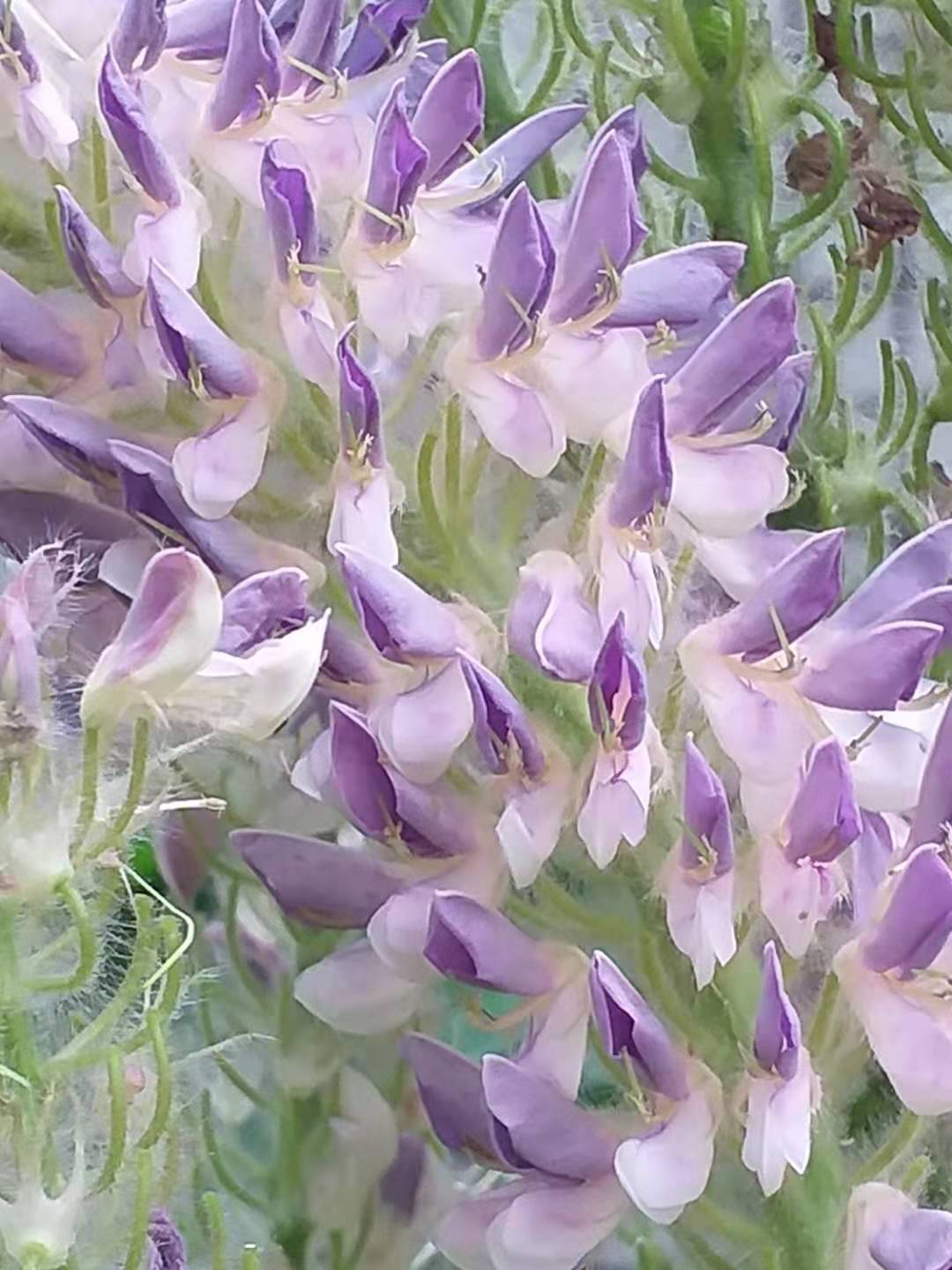
小花結構

## 引文出處
1. ↑  臺中市政府. . 2018臺中世界花卉博覽會.   [2019-08-10]. （原始内容存档于2019-08-10） （中文（臺灣））.
2. ↑  . （原始内容存档于2019-08-10）.